# Уильямсон, Роберт Макалпин
Роберт Макалпин Уильямсон (англ. Robert McAlpin Williamson; 1804 или 1806, округ Кларк, Джорджия — 22 декабря 1859, Уортон, Техас), также известный как Трёхногий Вилли (англ. Three-Legged Willie) — техасский и американский политик, судья, майор техасских рейнджеров.

## Биография
Роберт Макалпин Уильямсон родился в округе Кларк, штат Джорджия, в 1804 году (по другим данным, в 1806 году). Его мать, Энн Уильямсон (урождённая Макалпин, Ann (McAlpin) Williamson), умерла вскоре после его рождения. После этого его отец, Питер Уильямсон (Peter B. Williamson), оставил его и двух других детей на воспитание своей матери — его бабушке. Когда ему было 15 лет, он заболел туберкулёзным артритом (возможно, полиомиелитом), в результате которого его правая нога оказалась парализованной, и так и осталась в согнутом в колене состоянии. Чтобы иметь возможность ходить, он использовал приделанный к колену деревянный протез — именно по этой причине его прозвали «Трёхногим Вилли».
Во время болезни Уильямсон продолжал своё обучение, и примерно в 1823 году он начал юридическую практику в Джорджии. В 1826 году он переехал в Техас, который в то время принадлежал Мексике, и поселился в колонии Сан-Фелипе-де-Остин, организованной Стивеном Остином. Там он время от времени продолжал свою юридическую практику, а также занимался изданием газет. Он подружился и стал работать вместе с Уильямом Тревисом (который погиб 6 марта 1836 года, руководя защитой миссии Аламо).
29 ноября 1835 года, после начала войны за независимость Техаса, Стивен Остин назначил Уильямсона майором и поручил ему организовать подразделения техасских рейнджеров и руководить ими. 21 апреля 1836 года Уильямсон в составе кавалерийского отряда принимал участие в битве при Сан-Хасинто.
После завоевания независимости, на первом Конгрессе Республики Техас 16 декабря 1836 года Уильямсон был избран судьёй третьего судебного округа и, согласно должности, стал членом Верховного суда Техаса. 21 апреля 1837 года он женился на Мэри Джейн Эдвардс (Mary Jane Edwards), и впоследствии у них было семеро детей.
В 1840 году Уильямсон был избран членом Палаты представителей Техаса от округа Вашингтон. В 1840—1843 годах он три срока подряд (5-я, 6-я и 7-я сессии конгресса) был членом Палаты представителей Техаса, затем на один срок (8-я сессия конгресса, 1843—1844) был избран сенатором Техаса, а затем опять членом Палаты представителей (9-я сессия конгресса, 1844—1845).
Уильямсон горячо поддерживал идею вхождения Техаса в состав США, так называемую аннексию Техаса — до такой степени, что даже назвал одного из своих сыновей Аннексусом (Annexus).
После того как Техас стал штатом в составе США, Уильямсон два срока подряд избирался в Сенат штата Техас и проработал сенатором с 1846 года по март 1850 года. В 1850 году он был кандидатом в члены Палаты представителей США от Техаса, но проиграл выборы. В 1851 году он участвовал в выборах на должность вице-губернатора Техаса, но опять потерпел поражение.
В 1857 году у него опять обострилась болезнь, и его состояние ещё более усугубилось из-за смерти его жены в 1858 году. Так и не оправившись, 22 декабря 1859 года Уильямсон скончался в городе Уортон, штат Техас. В 1930 году его прах был перенесён на Кладбище штата Техас в Остине.

## Память
В 1848 году в честь Роберта Макалпина Уильямсона был назван вновь образованный округ Техаса — округ Уильямсон (с центром в городе Джорджтаун).
Портрет Роберта Макалпина Уильямсона с 1891 года находится в палате заседаний Сената штата Техас в Капитолии штата Техас в Остине.